# Turkaweczka zielonoplamkowa
Turkaweczka zielonoplamkowa (Turtur chalcospilos) – gatunek ptaka z rodziny gołębiowatych (Columbidae). Występuje w Afryce Subsaharyjskiej poza strefą lasów deszczowych oraz strefą pustyń. Nie jest zagrożony wyginięciem.

## Taksonomia
Po raz pierwszy gatunek opisał Johann Georg Wagler w 1827. Holotyp pochodził z Prowincji Przylądkowej Wschodniej. Autor nadał nowemu gatunkowi nazwę Columba chalcospilos.
Obecnie (2022) Międzynarodowy Komitet Ornitologiczny umieszcza turkaweczkę zielonoplamkową w rodzaju Turtur. Uznaje ją za gatunek monotypowy, podobnie jak i inne autorytety. Linie rozwojowe turkaweczki zielonoplamkowej i turkaweczki modroplamkowej (T. afer) rozeszły się około 7,6 mln lat temu; stanowią grupę siostrzaną wobec turkaweczki modrogłowej (T. brehmeri). W badaniach uwzględniono tylko te trzy gatunki.
Kariotyp turkaweczki zielonoplamkowej poznano w 1980; 2n=70.

## Morfologia
Długość ciała wynosi około 20 cm, masa ciała – 50–71 g. Czoło białe lub jasnoszare, w kierunku ciemienia kolor przechodzi w niebieskoszary. Kantarek czarny, wąski. Boki szyi oraz spód ciała jasne, różowawe (fiołkoworóżowe). Broda i środek brzucha różowawe, niemal białe. Wierzch ciała od jasnobrązowego po płowoszary. Na każdym skrzydle znajdują się dwie duże opalizujące plamy koloru od szmaragdowego po złocistozielony, rzadziej niebieskozielone; na złożonym skrzydle widoczne są bardziej po wewnętrznej stronie. Niższą część szyi zdobią dwie poziome czarne kreski oddzielone jasnopłowym paskiem. Czarne końcówki pokryw nadogonowych u nasady ogona układają się w 2 lub 3 paski. Środkowe sterówki szarobrązowe z czarnym, rozmytym paskiem końcowym; pozostałe niebieskoszare z czarnymi końcówkami, a para najbardziej zewnętrznych – dodatkowo z białą bliższą nasady połową chorągiewek zewnętrznych. Końcówki i chorągiewki zewnętrzne lotek I rzędu oraz zewnętrznych lotek II rzędu są ciemnobrązowe, pozostała część lotek I rzędu kasztanowa, podobnie jak spód skrzydła. Najdłuższe z pokryw podogonowych są czarne. Tęczówka ma barwę od brązowej po ciemnobrązową, nogi i stopy – od fioletowej po fioletowoczerwoną, dziób – czerwonofioletową u nasady, poza tym czarną. W upierzeniu dymorfizm płciowy nie występuje.
Osobniki młodociane pokryte są płowymi lub rdzawymi paskami, które tworzą ciemne paski przedkońcowe i płowe końcówki piór. Zazwyczaj ich plamy skrzydłowe cechują mniejsze rozmiary i słabszy połysk. U turkaweczek zielonoplamkowych w południowej części zasięgu występuje zmienność upierzenia o charakterze klinowym. W pustynnych rejonach Namibii mają jaśniejsze upierzenie, a na południe od rzeki Limpopo – ciemniejsze.

## Zasięg występowania
Zasięg występowania turkaweczki zielonoplamkowej według szacunków BirdLife International zajmuje około 12,3 mln km². Jego główna część ciągnie się od południowo-wschodniego Sudanu, Etiopii i zachodniej Somalii na południe przez Afrykę Wschodnią (przez Kenię, wschodnią Ugandę, większość Tanzanii, Zambię i Zimbabwe) po północną Namibię i Botswanę oraz południowoafrykańską prowincję KwaZulu-Natal. Obszar występowania w Namibii i Botswanie ma formę pasa ciągnącego się prostopadle w kierunku wybrzeża. Turkaweczki zielonoplamkowe zamieszkują również wąski pas od wybrzeża Gabonu po południowo-zachodnią Angolę (wspomniany wcześniej pas terenu łączy się z nim między Angolą a Namibią). Najdalej na północy pojawiają się w Etiopii, do szerokości 11°N. Niepotwierdzone doniesienia pochodzą z obszarów do szerokości 16°N; przynajmniej do 2009 nie wykazano jednak występowania gatunku w Erytrei.

## Ekologia i zachowanie
Turkaweczki zielonoplamkowe zamieszkują zadrzewione sawanny, zarośla w lasach z drzewami zrzucającymi liście, nadrzeczne (lub nadmorskie) lasy oraz otwarte obszary upraw. Zwykle wybierają suchsze środowiska niż turkaweczki modroplamkowe. Najliczniej są odnotowywane poniżej 1600 m n.p.m., jednak stwierdzane bywały do 2000 m n.p.m. W Etiopii występują między 190 a 1480 m n.p.m.; w Malawi – głównie między 50 a 1500 m n.p.m., bardzo lokalnie do 1650 m n.p.m.; w Południowej Afryce – głównie poniżej 1000 m n.p.m., w Zimbabwe – poniżej 1200 m n.p.m.
Turkaweczki zielonoplamkowe prowadzą osiadły tryb życia. W Południowej Afryce podejmują wędrówki na skalę lokalną zależne od warunków pogodowych. W Kenii nie zaobserwowano migracji. Pożywienia szukają wyłącznie na ziemi; odpoczywają na drzewach. Żywią się drobnymi nasionami, fragmentami roślin zielnych i traw, a do tego bezkręgowcami, między innymi mięczakami i termitami. W składzie pokarmu stwierdzono też owoce figowca Ficus bussei. Do znanych drapieżników turkaweczek zielonoplamkowych należą kuglarze (Terathopius ecaudatus), sokoły wędrowne (Falco peregrinus) i rarogi górskie (Falco biarmicus).

### Lęgi

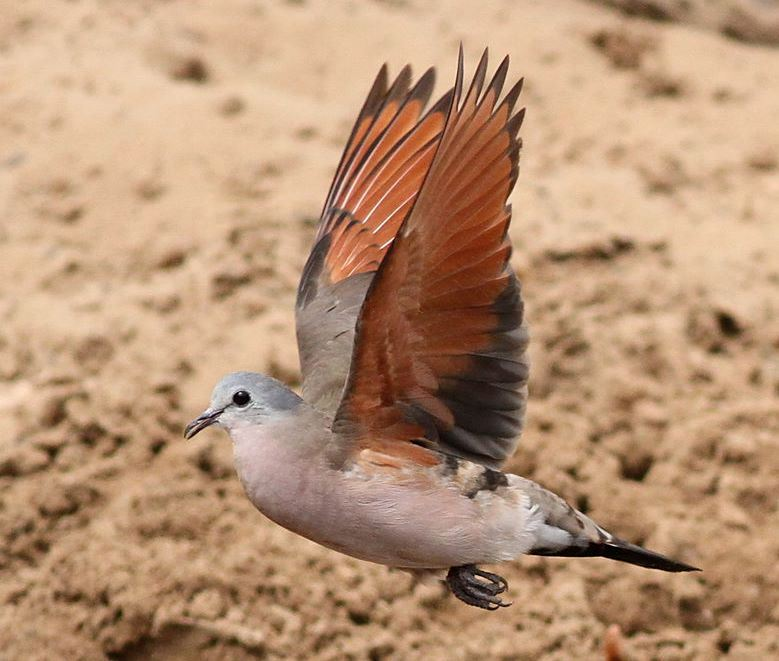
Od spodu skrzydła turkaweczek zielonoplamkowych są kasztanowe

W Etiopii okres składania jaj trwa od kwietnia do czerwca i w listopadzie; we wschodniej Afryce – głównie od maja do czerwca, ogółem zniesienia stwierdzano od marca do grudnia; w Zambii – od lutego do kwietnia i od sierpnia do września; w Południowej Afryce – od stycznia do maja i od września do października.
Gniazdo stanowi platforma z gałęzi, korzeni i łodyg traw. Ma blisko 10 cm średnicy i umieszczone jest na drzewie, krzewie lub pniaku. Zwykle znajduje się około 2 m nad podłożem, ogółem od 0,5 do 6 m nad nim. Często zostaje umieszczone w pnączach. Raz znaleziono gniazdo na ziemi, na piasku.
Typowe zniesienie składa się z 2 jaj; 8 z 84 znalezionych (9,5%) zawierało tylko jedno jajo. Wymiary średnie 18 jaj: 23,2 na 18,1 mm (ogółem 19,5–24,5 na 14,5–19,5 mm); 2 jaja ważyły około 4 g. Skorupa ma barwę kremową. Wysiadywanie trwa blisko 13 dni. Pisklęta klują się z jasną, brązowaworóżową skórą oraz żółtawym, długim i przypominającym włosie puchem na głowie, barkach, a także grzbiecie. Otrzymują pokarm około 5 razy dziennie. Opuszczają gniazdo po 16–18 dniach.

## Status i zagrożenia
IUCN uznaje turkaweczkę zielonoplamkową za gatunek najmniejszej troski nieprzerwanie od 1988 (stan w 2022). Liczebność populacji nie została oszacowana, ale ptak ten opisywany jest jako bardzo liczny. BirdLife International uznaje trend liczebności populacji za prawdopodobnie stabilny ze względu na brak dowodów na spadki liczebności bądź istotne zagrożenia dla gatunku.